# 가족시네마 (2012년 영화)
"가족시네마"는 2012년에 개봉한 대한민국의 영화이다.

## 캐스팅
순환선
- 정인기 : 상우 역
- 박현영 : 현영 역
- 김영선 : 상우 아내 역
- 윤진주 : 상우 딸 역
- 조원희 : 후배 역
- 이은영 : 의사 역
- 임충근 : 등산남 역

별 모양의 얼룩
- 김지영 : 지원 역
- 최무성 : 남편 역
- 이슬기 : 윤서 역
- 박길수 : 주인 사내 역
- 황석정 : 주인 아내 역
- 조은아 : 훈이 엄마 역
- 박희본 : 김 선생 역
- 김영은 : 선희 엄마 역
- 최은석 : 선희 아빠 역
- 김주휘 : 선희 언니 역
- 오민정 : 근영,근아 엄마 역
- 이정민 : 근영,근아 아빠 역
- 이준형 : 쌍둥이 남동생 근수 역
- 박수영 : 미연 엄마 역
- 김기송 : 미연 아빠 역
- 하나리 : 도연 엄마 역
- 조재룡 : 도연 아빠 역
- 이도현 : 중학생 역
- 강민지 : 쌍둥이 근아 역
- 강민서 : 쌍둥이 근영 역
- 임규성 : 훈 역
- 김재현 : 병철 역
- 박선주 : 선희 역
- 이해밀 : 도연 역
- 임소진 : 미연 역
- 윤우병 : 전세버스기사 역

E.D. 571
- 선우선 : 김인아 역
- 지우 : 정소민 역
- 정민성 : 장철수 역
- 김범준 : 경찰 2 역
- 전헌태 : 경찰 1 역 (특별출연)

인 굿 컴퍼니
- 이명행 : 철우 역
- 최희진 : 지원 역
- 장소연 : 아름 역
- 서영주 : 여주 역
- 김민서 : 토란 역
- 이우정 : 지수 역
- 박란 : 연주 역
- 엄옥란 : 원장 역
- 강연정 : 동료교사 역
- 김화영 : 사장 역
- 박주연 : 의사 역
- 이지현 : 아이엄마 역
- 추종남 : 신입사원 역